# Чеманг (Нью-Йорк)
Чеманг (англ. Chemung) — місто (англ. town) в США, в окрузі Чеманг штату Нью-Йорк. Населення — 2358 осіб (2020).

## Демографія
Згідно з переписом 2010 року, у місті мешкали 2563 особи в 981 домогосподарстві у складі 716 родин. Було 1086 помешкань
Расовий склад населення:
| - 97,2 % — білих - 0,4 % — корінних американців - 0,4 % — чорних або афроамериканців - 0,2 % — азіатів |

До двох чи більше рас належало 1,2 %. Частка іспаномовних становила 1,7 % від усіх жителів.
За віковим діапазоном населення розподілялося таким чином: 23,6 % — особи молодші 18 років, 61,4 % — особи у віці 18—64 років, 15,0 % — особи у віці 65 років та старші. Медіана віку мешканця становила 42,1 року. На 100 осіб жіночої статі у місті припадало 98,8 чоловіків;  на 100 жінок у віці від 18 років та старших — 98,3 чоловіків також старших 18 років.
Середній дохід на одне домашнє господарство  становив 70 382 долари США (медіана — 61 912), а середній дохід на одну сім'ю — 80 215 доларів (медіана — 73 125). Медіана доходів становила 59 167 доларів для чоловіків та 42 250 доларів для жінок. За межею бідності перебувало 8,9 % осіб, у тому числі 13,9 % дітей у віці до 18 років та 4,4 % осіб у віці 65 років та старших.
Цивільне працевлаштоване населення становило 1132 особи. Основні галузі зайнятості: освіта, охорона здоров'я та соціальна допомога — 20,1 %, виробництво — 13,5 %, роздрібна торгівля — 13,2 %.